# Canine
Pour les articles homonymes, voir Canine (film).
Les canines (ou dents canines) font partie des dents antérieures de la denture des mammifères.

## Types de canines

### Humaines
Un humain possède quatre canines : deux supérieures et deux inférieures.
Un humain possède autant de canines lactéales, qui apparaissent vers 20 mois et tombent vers 10-11 ans, que de canines définitives.
Ce sont les plus postérieures des dents antérieures. Elles sont situées entre les incisives latérales et les premières prémolaires.
Leur couronne est de forme conique. Elles ne possèdent en général qu'une longue racine. Elle peut atteindre 3 cm. La racine peut être rarement bifide.

### Carnivores

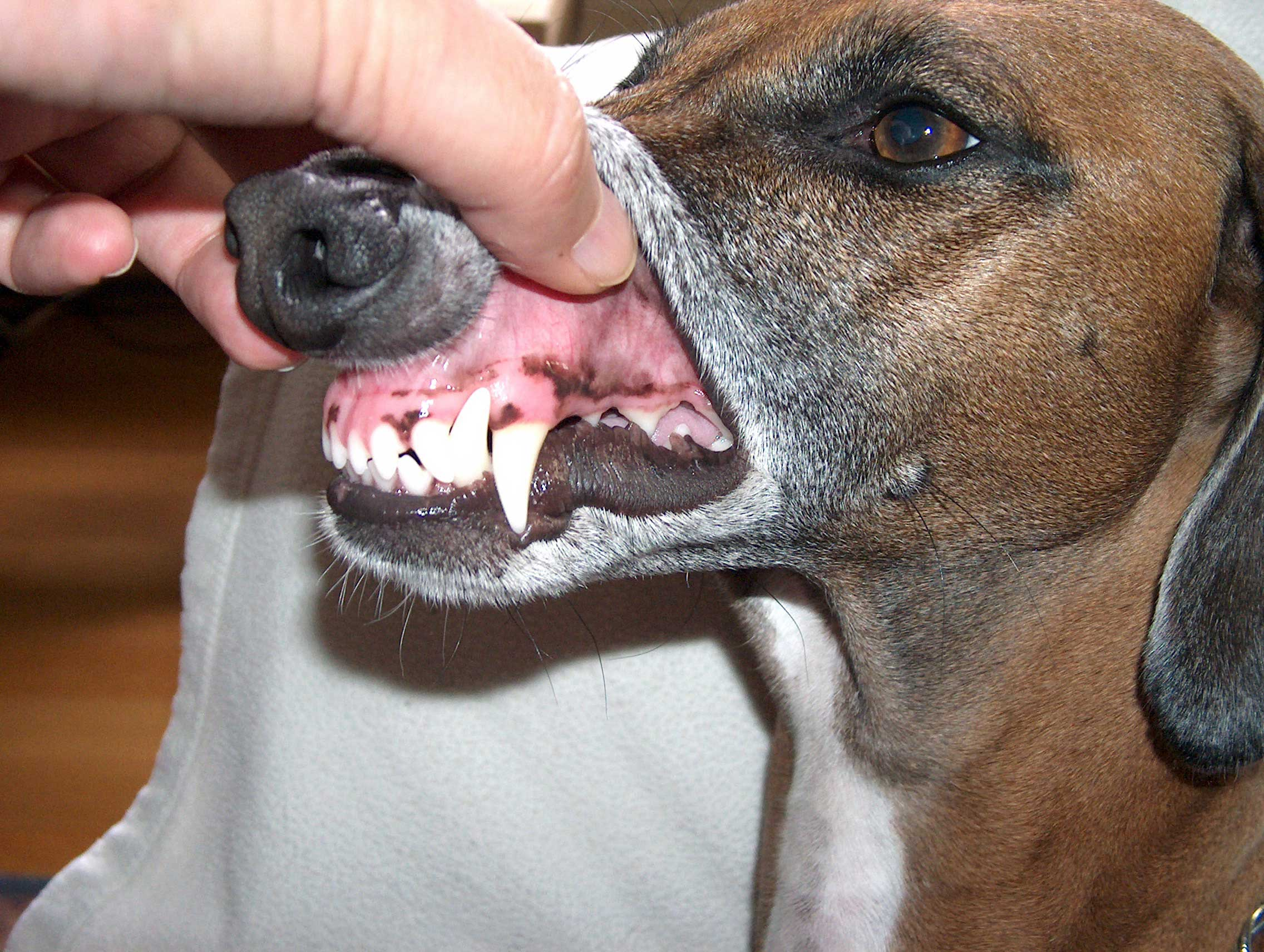
Denture de chien

Les canines sont particulièrement développées chez les carnivores.

### Bovidés
Chez les bovins, les canines sont morphologiquement semblables aux incisives (on considère parfois que le bovin n'en a pas). Chez le porc (et chez d'autres suidés), les canines possèdent une croissance continue, pouvant aboutir à des défenses.

## Culture
La tradition fantastique attribue des canines pointues et proéminentes aux vampires pour sucer le sang. Ces dents étaient arrachées au Moyen Âge pour les vendre[réf. souhaitée].

## Autresdents
- Incisive
- Prémolaire
- Molaire
- Dent de sagesse